# Amurosaure

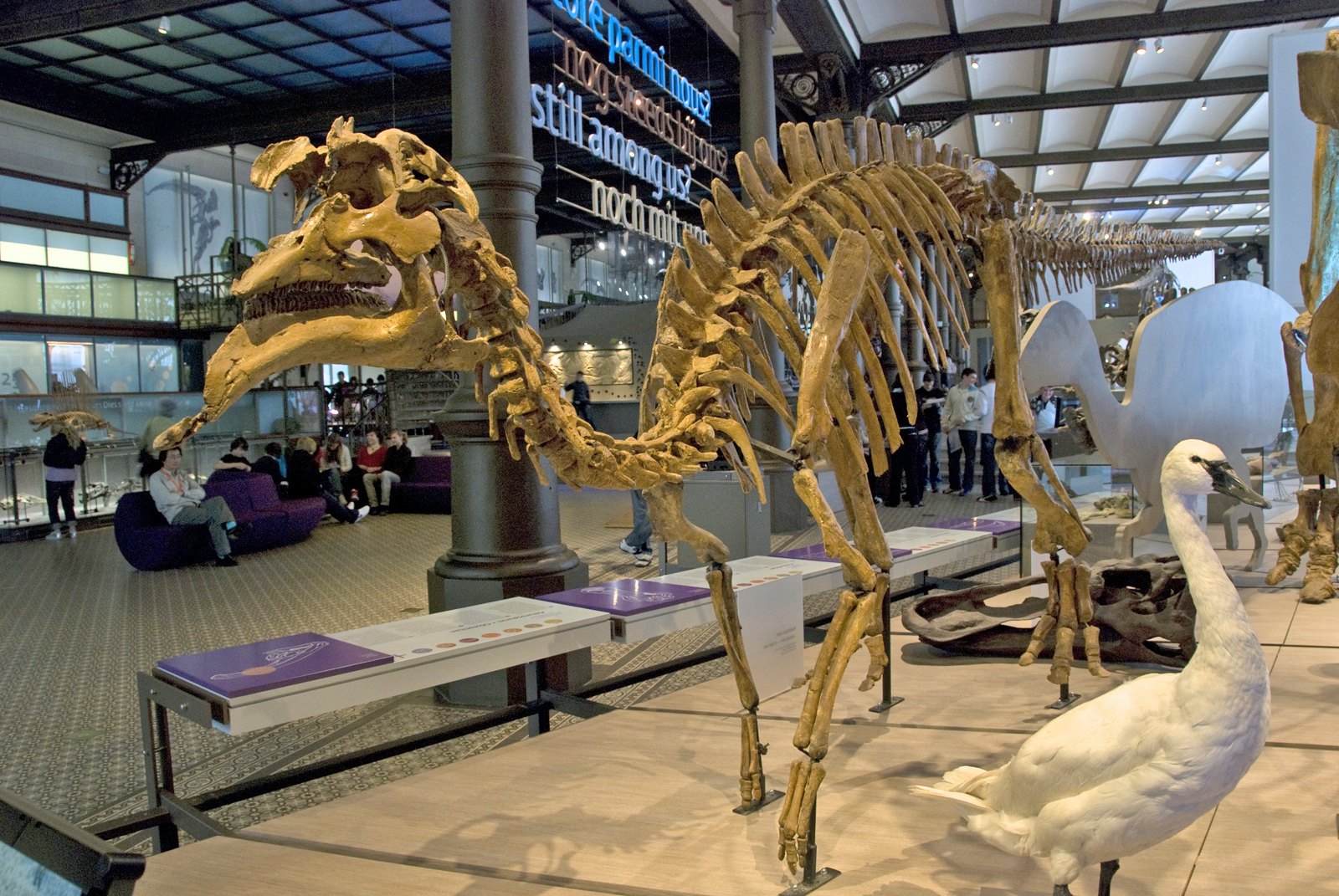
Rèplica dAmurosaurus a Brussel·les

L'amurosaure (Amurosaurus, "llangardaix d'Amur") és un gènere de dinosaure hadrosàurid lambeosaurí que va viure al Cretaci superior (fa 66 milions d'anys) en el que actualment és l'est d'Àsia. Els ossos fòssils d'adults són rars, però un adult probablement hauria fet almenys 6 metres de llarg. Segons Gregory S. Paul, feia uns 8 metres de llarg i pesava uns 3.000 quilograms.

## Descobriment i denominació
Els paleontòlegs russos Yuri Bolotsky i Sergei Kurzanov van descriure i nomenar per primera vegada aquest dinosaure l'any 1991. El nom genèric deriva del riu Amur i la paraula grega sauros("llangardaix"). L'Amur (anomenat Heilongjiang o "Riu del Drac Negre" en xinès) forma la frontera de Rússia i la Xina, i és a prop d'on es van trobar les restes d'aquest dinosaure. Hi ha una espècie coneguda (A. riabinini), anomenada en honor al desaparegut paleontòleg rus Anatoly Riabinin, que va dur a terme les primeres expedicions russes per recuperar restes de dinosaures a la regió d'Amur el 1916 i el 1917.